# Castelseprio
Castelseprio (lombard nyelvű nevei Castel Sevar, Sibrion, Visevar, Visever) település Olaszországban, Varese megyében. Lakosainak száma 1321 fő (2023. január 1.). Castelseprio Cairate, Carnago, Lonate Ceppino és Gornate-Olona községekkel határos.

## Népesség
A település népességének változása:
| Lakosok száma | 1300 | 1311 | 1321 |
|               | 2017 | 2018 | 2023 |

## Nevezetességek
Három egyházi építménye a világörökség részét képezi.